# Aéro-Club de France
Aéro-Club de France este o organizație franceză dedicată promovării tuturor activităților din domeniul aeronautic și aerospațial. Fondată în 1898, este cea mai veche societate din acest domeniu.
În cadrul AeCF sunt reprezentați cadre universitare, producători de produse, furnizori de servicii și alți profesioniști din industria aerospațială civilă și militară la nivel mondial. Sediul organizației este la Paris.